# جون كينيدي (موسيقي)
جون كينيدي (بالإنجليزية: John Kennedy)‏ هو موسيقي ومغن مؤلف أسترالي، ولد في 1 يوليو 1958 في ليفربول في المملكة المتحدة.

## وصلات خارجية
- الموقع الرسمي
- جون كينيدي على موقع ميوزك برينز (الإنجليزية)
- جون كينيدي على موقع ميوزك برينز (الإنجليزية)
- جون كينيدي على موقع ديسكوغز (الإنجليزية)